# Альмиранте, Ассунта
Ассунта Альмиранте (итал. Assunta Almirante; 14 июля 1921, Конфленти — 26 апреля 2022), урождённая Рафаэлла Страмандиноли — итальянский общественный деятель, вдова неофашистского лидера Джорджо Альмиранте. Активная участница политической борьбы в крайне правом лагере.

## «Связь совести»
Была женой маркиза Федерико Медичи, в браке с которым имела трёх сыновей. Носила имя донна Ассунта или Ассунтина. Занималась аграрным бизнесом — коммерческим виноградарством — в Катандзаро.
В 1951 году на светском рауте у графа Сабатини, 30-летняя Ассунтина познакомилась с харизматичным неофашистским политиком Джорджо Альмиранте. К тому времени 37-летний Альмиранте был женат на Габриэлле Магнатти и имел дочь Риту. В течение 18 лет их отношения поддерживались конфиденциально. Первая дочь от гражданского брака, Джулиана, родилась в 1958 году и с согласия маркиза носила фамилию Медичи. Связь донны Ассунты с Джорджо Альмиранте называлась «браком совести».
Маркиз Медичи скончался в 1969 году, после чего связь получила огласку. После принятия парламентом Италии закона о разводе в 1974 Альмиранте официально прекратил брак с первой женой (ранее он пытался развестись с ней в Бразилии на основе местного законодательства) и его отношения с Ассунтой были оформлены.
Семейные проблемы Джорджо Альмиранте использовались левыми политическими силами в пропаганде против неофашистской партии Итальянское социальное движение (MSI). Особенно акцентировался тот факт, что парламентская фракция неофашистов, ссылаясь на традиционные католические ценности, голосовала против закона о разводе, однако после его вступления в силу лидер партии поспешил им воспользоваться.
Умерла 26 апреля 2022 года.

## Политическое семейство

### Жена неофашистского лидера
Ассунта Альмиранте полностью и активно поддерживала политический курс мужа. В то же время она формально воздерживалась от участия в MSI и не вполне разделяла идеи неофашизма. Донна Ассунта придерживалась скорее консервативно-националистических, нежели фашистских взглядов.
Её роль заключалось в создании домашнего комфорта для Альмиранте (при его весьма нервной и рискованной жизни) и атмосферы «светской тусовки» для ультраправой верхушки. Интересно, что самые дружеские отношения сложились у консервативной супруги Альмиранте с Пино Раути — радикальным неофашистским популистом.

### Вдова и дочери в политических конфликтах
В 1987 году Джорджо Альмиранте оставил пост национального секретаря MSI и в 1988 году скончался. Его преемником стал Джанфранко Фини, с которым у Ассунты Альмиранте с самого начала были сложные отношения. Она резко критиковала политический курс Фини и проект Национального альянса как «предательство заветов Джорджо и Пино». Интересно, что политически воззрения Фини должны быть для донны Ассунты ближе, нежели позиции Альмиранте и тем более Раути.
При этом Ассунта Альмиранте сохранила весомый авторитет для части правого полиактива. Критика Ассунты Альмиранте осложнила политическое положение Фини.
Ассунта Альмиранте участвовала в создании партии La Destra («Правые»), учреждённой Франческо Стораче в 2007. Тесно сотрудничала с Джованни Алеманно (зять Пино Раути), особенно в бытность его мэром Рима. Поддерживала отношения с Сильвио Берлускони. Наиболее верными наследниками идей Альмиранте, его подлинными преемниками донна Ассунта считала Франческо Стораче и отчасти Иньяцио Ла Русса, которых противопоставляла «предателю» Фини.
Давние семейные сложности сказываются в современной политике. Дочь Джорджо Альмиранте от первого брака, Рита Альмиранте, демонстративно вступила в партию Фини «Будущее и свобода для Италии». Дочь Джорджо и Ассунты Альмиранте, Джулиана Медичи, вступила в партию Стораче, которую поддерживала её мать. Конфликт между сводными сёстрами не способствовал популярности правонационалистических партий.
В 2005 году Ассунта Альмиранте издала книгу Giorgio, la mia fiamma. Assunta Almirante racconta — «Джорджо, мой огонь. Говорит Ассунта Альмиранте». В 2010 вышла книга Donna Assunta Almirante, la mia vita con Giorgio — «Донна Ассунта Альмиранте, моя жизнь с Джорджо».
В 2022 была внесена кандидатом в списки голосования за президента Итальянской республики.